# Ellershausen (Bad Sooden-Allendorf)
Ellershausen ist ein Stadtteil von Bad Sooden-Allendorf im nordhessischen Werra-Meißner-Kreis. Der Ort liegt rund drei Kilometer nördlich der Kernstadt Bad Sooden-Allendorfs an der Werra auf 155 m Höhe. Durch Ellershausen führen die B 27 und die Bahnstrecke Bebra–Göttingen, die das Dorf zerteilen.

## Geschichte
Urkundlich erstmals erwähnt wird Ellershausen 1414 als Elderichshusen. Die evangelische Kirche stammt aus dem Jahr 1590. Bis 1821 gehörte der Ort zum hessischen Amt Allendorf.
Zum 31. Dezember 1971 wurde der die bis dahin selbständige Gemeinde Ellershausen auf freiwilliger Basis in die Stadt Bad Sooden-Allendorf eingegliedert. Für Ellershausen wurde ein Ortsbezirk mit Ortsbeirat und Ortsvorsteher nach der Hessischen Gemeindeordnung gebildet.

## Bevölkerung
Einwohnerstruktur 2011
Nach den Erhebungen des Zensus 2011 lebten am Stichtag, dem 9. Mai 2011, in Ellershausen 177 Einwohner. Darunter waren 3 (1,7 %) Ausländer. Nach dem Lebensalter waren 39 Einwohner unter 18 Jahren, 75 zwischen 18 und 49, 39 zwischen 50 und 64 und 27 Einwohner waren älter. Die Einwohner lebten in 69 Haushalten. Davon waren 15 Singlehaushalte, 24 Paare ohne Kinder und 24 Paare mit Kindern, sowie 3 Alleinerziehende und keine Wohngemeinschaften. In 9 Haushalten lebten ausschließlich Senioren und in 39 Haushaltungen lebten keine Senioren.
Einwohnerentwicklung
| • 1577: | 41 Haushaltungen |
| • 1747: | 29 Haushaltungen |

| Ellershausen: Einwohnerzahlen von 1834 bis 2016 | Ellershausen: Einwohnerzahlen von 1834 bis 2016 | Ellershausen: Einwohnerzahlen von 1834 bis 2016 | Ellershausen: Einwohnerzahlen von 1834 bis 2016 | Ellershausen: Einwohnerzahlen von 1834 bis 2016 |
| --- | ----------------------------------------------- | ----------------------------------------------- | ----------------------------------------------- | ----------------------------------------------- |
| Jahr |                                                 |                                                 |                                                 | Einwohner                                       |
| 1834 | 1834                                            |                                                 | 401                                             | 401                                             |
| 1840 | 1840                                            |                                                 | 394                                             | 394                                             |
| 1846 | 1846                                            |                                                 | 402                                             | 402                                             |
| 1852 | 1852                                            |                                                 | 397                                             | 397                                             |
| 1858 | 1858                                            |                                                 | 393                                             | 393                                             |
| 1864 | 1864                                            |                                                 | 397                                             | 397                                             |
| 1871 | 1871                                            |                                                 | 378                                             | 378                                             |
| 1875 | 1875                                            |                                                 | 363                                             | 363                                             |
| 1885 | 1885                                            |                                                 | 334                                             | 334                                             |
| 1895 | 1895                                            |                                                 | 334                                             | 334                                             |
| 1905 | 1905                                            |                                                 | 344                                             | 344                                             |
| 1910 | 1910                                            |                                                 | 355                                             | 355                                             |
| 1925 | 1925                                            |                                                 | 308                                             | 308                                             |
| 1939 | 1939                                            |                                                 | 330                                             | 330                                             |
| 1946 | 1946                                            |                                                 | 523                                             | 523                                             |
| 1950 | 1950                                            |                                                 | 482                                             | 482                                             |
| 1956 | 1956                                            |                                                 | 429                                             | 429                                             |
| 1961 | 1961                                            |                                                 | 401                                             | 401                                             |
| 1967 | 1967                                            |                                                 | 432                                             | 432                                             |
| 1970 | 1970                                            |                                                 | 236                                             | 236                                             |
| 1980 | 1980                                            |                                                 | ?                                               | ?                                               |
| 1990 | 1990                                            |                                                 | ?                                               | ?                                               |
| 2000 | 2000                                            |                                                 | ?                                               | ?                                               |
| 2011 | 2011                                            |                                                 | 177                                             | 177                                             |
| 2016 | 2016                                            |                                                 | 181                                             | 181                                             |
| Datenquelle: Historisches Gemeindeverzeichnis für Hessen: Die Bevölkerung der Gemeinden 1834 bis 1967. Wiesbaden: Hessisches Statistisches Landesamt, 1968. Weitere Quellen: LAGIS; Stadt Bad Sooden-Allendorf; Zensus 2011 |                                                 |                                                 |                                                 |                                                 |

Historische Religionszugehörigkeit
| • 1885: | 334 evangelische (= 100,00 %) Einwohner                           |
| • 1961: | 366 evangelische (= 91,27 %), 30 katholische (= 7,48 %) Einwohner |

## Politik
Für Ellershausen besteht ein Ortsbezirk (Gebiete der ehemaligen Gemeinde Ellershausen) mit Ortsbeirat und Ortsvorsteher nach der Hessischen Gemeindeordnung.
Der Ortsbeirat besteht aus fünf Mitgliedern. Bei den Kommunalwahlen in Hessen 2021 betrug die Wahlbeteiligung zum Ortsbeirat 76,52 %. Alle Kandidaten gehörten der „Gemeinschaftsliste Ellershausen“ an. Der Ortsbeirat wählte Lars Stöber zum Ortsvorsteher.

## Sehenswürdigkeiten

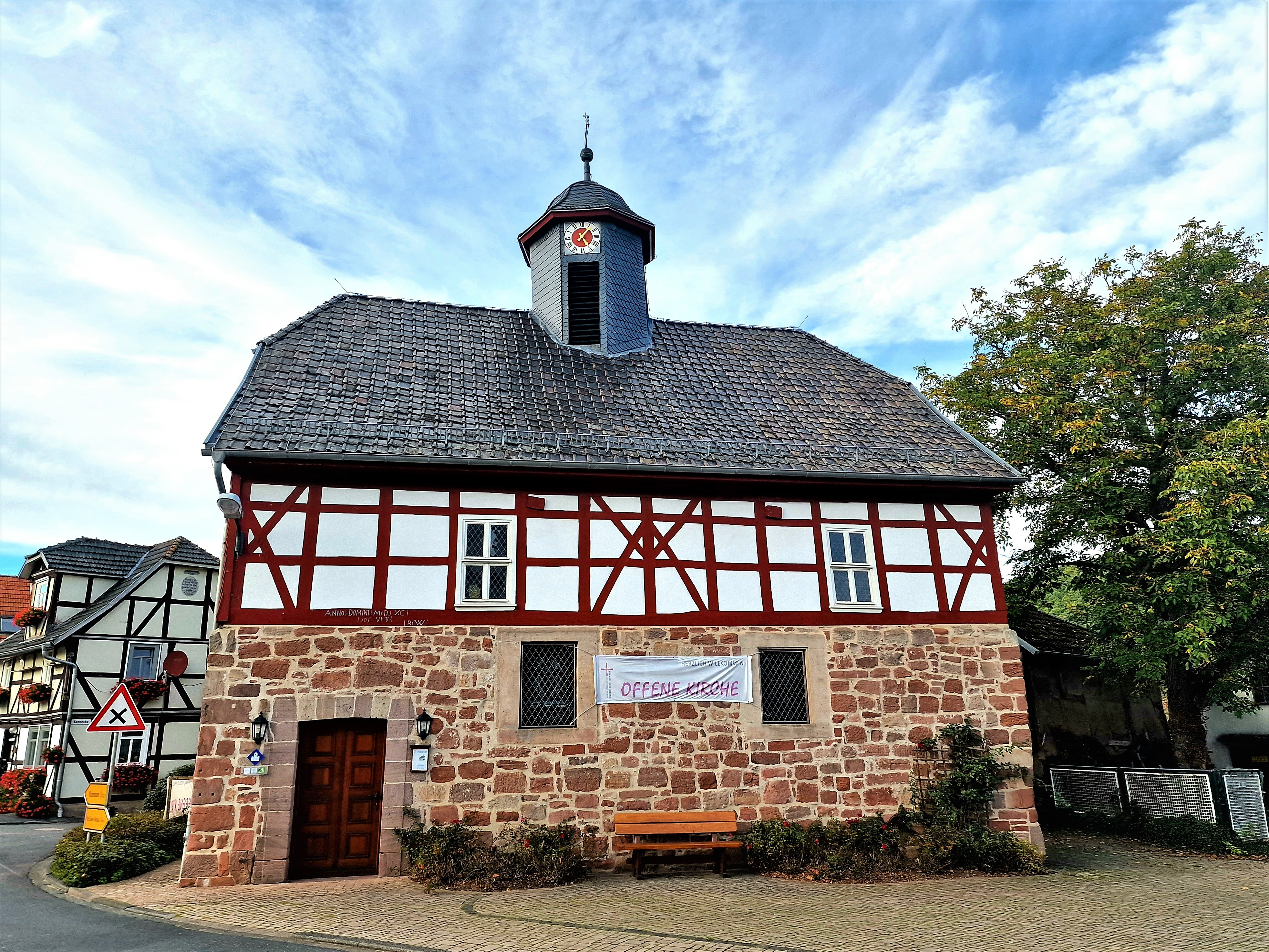
Evangelische Kirche

Die schlichte Kirche des Ortes wurde um 1590 auf rechteckigem Grundriss errichtet. Sie besteht aus einem massiven Untergeschoss mit Fachwerkaufsatz. Das Satteldach mit Krüppelwalm ist mit dunklen Linkskrempern gedeckt und trägt in der Mitte einen verschieferten Dachreiter. Das Gebäude dient der zur Evangelischen Kirche von Kurhessen-Waldeck gehörenden Kirchengemeinde.
Eine weitere „Sehenswürdigkeit“ ist das im Sprachgebrauch als „Königsbalkon“ bezeichnete Gebäude im Garten des Rittergutes. Es handelt sich um ein historisches Gartenhaus mit einem Balkon, auf welchem einmal Jérôme, der Bruder Napoleons und seinerzeit König von Westphalen, eine Truppenparade abgenommen haben soll. Zu dieser Zeit gehörte der Balkon aber noch zu einem Gebäude im benachbarten Sooden.